# 哈圖卡奇山
16°12′11″S 70°20′50″W / 16.20306°S 70.34722°W
哈圖卡奇山（Jat'u K'achi），是秘魯的山峰，位於該國南部莫克瓜大區和普諾大區，由伊丘尼亞區和聖安東尼奧區負責管轄，屬於安地斯山脈的一部分，海拔高度5,200米。